# Lee Remick
Lee Ann Remick (Quincy (Massachusetts), 14 december 1935 – Los Angeles (Californië), 2 juli 1991) was een Amerikaanse actrice die bewonderd werd om haar veelzijdigheid en schoonheid.

## Biografie
Lee Remick werd geboren in Quincy, Massachusetts, als dochter van Francis Edwin Remick en Margareth Patricia Waldo. Remick volgde een acteerstudie aan het Bernard College in Manhattan, New York, en aan de Actor's Studio (opgericht in 1947 en bekend om zijn manier van method acting en gelegen aan 432 West 44th Street, New York).
Ze maakte haar Broadway debuut in 1953 met Be Your Age.
Haar filmdebuut maakte ze in A Face in the Crowd, een film van Elia Kazan uit 1957. Terwijl ze de film maakte in Arkansas, logeerde Remick bij een lokaal familielid waar ze dagelijks haar trucjes met de baton oefende zodat ze een geloofwaardig portret kon neerzetten als majorette naast haar tegenspeler acteur Walter Matthau.
In 1962 werd Lee Remick genomineerd voor een Oscar, voor haar vertolking van de aan alcohol verslaafde echtgenote van Jack Lemmon in de film The Days of Wine and Roses (1962), geregisseerd door Blake Edwards. Verder ontving Lee Remick nog een Tony Award nominatie in 1966 voor haar vertolking van een blinde vrouw die geterroriseerd wordt door een bende drugsmokkelaars in het toneelstuk Wait Until Dark, geschreven door Frederick Knott (in de filmversie uit 1967, geregisseerd door Terence Young, vertolkt actrice Audrey Hepburn de rol van de blinde Suzy Hendrix).
Lee Remick overleed op 2 juli 1991 op 55-jarige leeftijd aan de gevolgen van nier- en leverkanker. Remick was twee keer getrouwd. Haar eerste man, met wie ze een zoon en een dochter kreeg, was Bill Colleran, een Amerikaanse televisieproducent, haar tweede echtgenoot was de Britse filmproducer Kip Gowens. Remick heeft een ster op de Hollywood Walk of Fame, gelegen aan 6104 Hollywood Boulevard.

## Filmografie

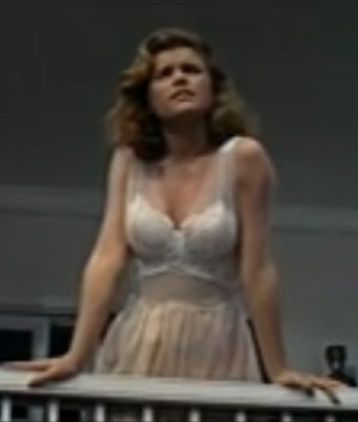
Remick in The long, hot summer (1958)

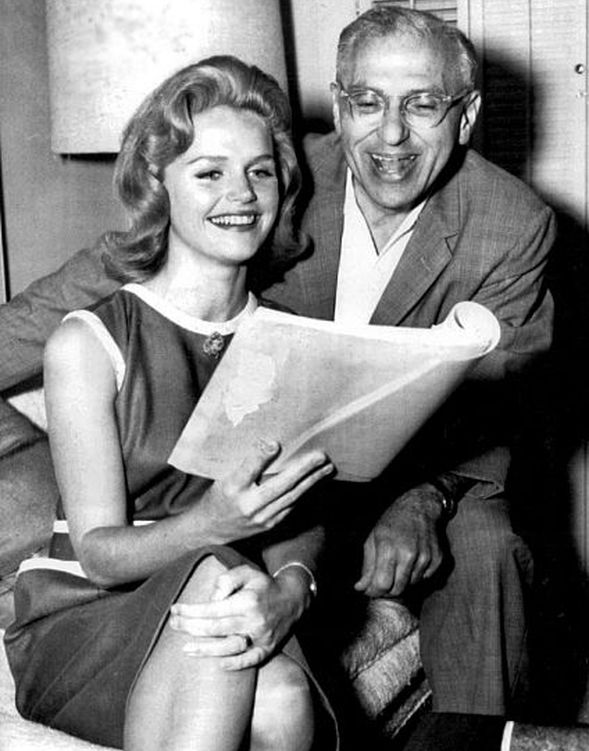
Remick en regisseur George Cukor (1962)

- Armstrong Circle Theatre Televisieserie - Rol onbekend (Afl., Judy and the Brain, 1953)
- Studio One Televisieserie - Jessie (Afl., The Death and Life of Larry Benson, 1954)
- Studio One Televisieserie - Elaine Bayley (Afl., The Landlady's Daughter, 1956)
- Robert Montgomery Presents Televisieserie - Rol onbekend (6 afl., 1954-1956)
- A Face in the Crowd (1957) - Betty Lou Fleckum
- Kraft Television Theatre Televisieserie - Rol onbekend (5 afl., 2 keer 1953, 2 keer 1955, 1957)
- Playhouse 90 Televisieserie - Cecelia Brady (Afl., The Last Tycoon, 1957)
- Playhouse 90 Televisieserie - Peggy Maylin (Afl., The Last Clear Chance, 1958)
- The Long, Hot Summer (1958) - Eula Varner
- These Thousand Hills (1959) - Callie
- Anatomy of a Murder (1959) - Laura Manion
- The Tempest (Televisiefilm, 1960) - Miranda
- Hallmark Hall of Fame Televisieserie - Miranda (Afl., The Tempest, 1960)
- Wild River (1960) - Carol Garth Baldwin
- Sanctuary (1961) - Temple Drake
- Experiment in Terror (1962) - Kelly Sherwood
- Days of Wine and Roses (1962) - Kirsten Arnesen Clay
- The Running Man (1963) - Stella Black
- The Wheeler Dealers (1963) - Molly Thatcher
- Baby the Rain Must Fall (1965) - Georgette Thomas
- The Hallelujah Trail (1965) - Cora Templeton Massingale
- Damn Yankees! (Televisiefilm, 1967) - Lola
- No Way to Treat a Lady (1968) - Kate Palmer
- The Detective (1968) - Karen Wagner Leland
- Hard Contract (1969) - Sheila Metcalfe
- Loot (1970) - Verpleegster Fay McMahon
- A Severed Head (1970) - Antonia Lynch-Gibbon
- Sometimes a Great Nation (1970) - Viv Stamper, Hanks vrouw
- The Farmer's Daughter Televisieserie - Katrin (Afl., The Man Who Came to Dinner, 1972)
- Play of the Month Televisieserie - Alma Winemiller (Afl., Summer and Smoke, 1972)
- The Man Who Came to Dinner (Televisiefilm, 1972) - Katrin
- And No One Could Save Her (Televisiefilm, 1973) - Fern O'Neil
- The Blue Knight (Televisiefilm, 1973) - Cassie Walters
- A Delicate Balance (1973) - Julia
- QB VII (Mini-serie, 1974) - Lady Margaret Alexander Weidman
- Touch Me Not (1974) - Eleanor
- Jennie: Lady Randolph Churchill (Mini-serie, 1974) - Jennie Jerome
- Hustling (Televisiefilm, 1975) - Fran Morrison
- A Girl Named Sooner (Televisiefilm, 1975) - Elizabeth McHenry
- Hennessy (1975) - Kate Brooke
- The Omen (1976) - Katherine Thorn
- Play of the Month Televisieserie - Maria Gostrey (Afl., The Ambassadors, 1977)
- Telefon (1977) - Barbara
- Ike: The War Years (Televisiefilm, 1978) - Kay Summersby
- Breaking Up (Televisiefilm, 1978) - JoAnn Hammil
- The Medusa Touch (1978) - Dokter Zonfeld
- Wheels (Mini-serie, 1978) - Erica Trenton
- Torn Between Two Lovers (Televisiefilm, 1979) - Diana Conti
- Ike (Mini-serie, 1979) - Kay Summersby
- The Europeans (1979) - Eugenia Young
- Haywire (Televisiefilm, 1980) - Margaret Sullavan
- The Women's Room (Televisiefilm, 1980) - Mira Adams
- The Competition (1980) - Greta Vandemann
- Tribute (1980) - Maggie Stratton
- I Do! I Do! (Televisiefilm, 1982) - She (Agnes)
- The Letter (Televisiefilm, 1982) - Leslie Crosbie
- The Gift of Love: A Christmas Story (Televisiefilm, 1983) - Janet Broderick
- Mistral's Daughter (Mini-serie, 1984) - Kate Browning
- A Good Sport (Televisiefilm, 1984) - Michelle Tenney
- Rearview Mirror (Televisiefilm, 1984) - Terry Seton
- Faerie Tale Theatre Televisieserie - Snow Queen (Afl., The Snow Queen, 1985)
- Toughlove (Televisiefilm, 1985) - Jan Charters
- Emma's War (1986) - Anne Grange
- Eleanor: In Her Own Words (Televisiefilm, 1986) - Eleanor Roosevelt
- Of Pure Blood (Televisiefilm, 1986) - Alicia Browning
- Nutcracker: Money, Madness & Murder (Mini-serie, 1987) - Frances Schreuder
- The Vision (Televisiefilm, 1988) - Grace Gardner
- Jesse (Televisiefilm, 1988) - Jesse Maloney
- Bridge to Silence (Televisiefilm, 1989) - Marge Duffield
- Around the World in 80 Days (Mini-serie, 1989) - Sarah Bernhardt
- Dark Holiday (Televisiefilm, 1989) - Gene LePere

### Toneelstukken
- Anyone Can Whistle (1964)
- Wait Until Dark (1966)
- A Little Night Music
- Annie Get Your Gun
- Brigadoon
- The Seven Year Itch